# 刘奕鸣
刘奕鸣（1995年2月28日—），出生于辽宁省沈阳市，中国足球运动员，司职后卫，现效力於中超球队武汉三镇。

## 职业生涯
2013年12月4日，葡超联赛豪门葡萄牙体育俱乐部官网宣布刘奕鸣和晏紫豪与俱乐部签订职业合同。
2016年2月1日，中甲联赛球队天津权健足球俱乐部官方先后宣布，签下张修维、晏紫豪、刘奕鸣3名旅欧国青小将。
2017年3月7日，凭借2017年中超联赛首轮比赛的出色表现，刘奕鸣入围了中国足协公布的新一期U22国家队名单。
2017年4月1日，2017年中超联赛第3轮比赛，刘奕鸣抓住前场任意球机会打入致胜一球，帮助天津权健主场1-0战胜河南建业。但比赛最后阶段刘奕鸣拉拽犯规，两黄变一红，被罚离场。